# NADH perossidasi
La NADH perossidasi è un enzima appartenente alla classe delle ossidoreduttasi, che catalizza la seguente reazione:
NADH + H+ + H2O2 ⇄ NAD+ + 2 H2O
L'enzima è una flavoproteina (FAD). Il Ferricianuro, i chinoni, etc., possono sostituire H2O2.